# 那達夫·拉匹
那達夫·拉匹（希伯來語：נדב לפיד；1975年4月8日—）是以色列電影導演與編劇。

## 生平
2011年，那達夫·拉匹完成的首部長片《鐵男特警》便獲得第64屆盧卡諾影展評審團特別獎；2019年，拉匹赴法國執導的第三部劇情長片獲選為第69屆柏林影展正式競賽片，最後獲得最高榮譽金熊獎。2021年，他則以第四部長片《荒漠奧德賽》進入第74屆坎城影展正式競賽單元並獲得評審團獎。

## 評價
拉匹被影評人認為是以色列最受讚譽的電影導演之一，他因“主題和形式上具有挑戰性的作品”而獲得聲譽。其作品涉及對以色列民族主義和身份的批評。拉匹在評論其作品的反響時表示：“我們需要有人站在反對派的一邊，顛覆電影的權力結構，與之展開較量”。

## 電影作品

### 劇情長片
- 2011年：《鐵男特警》（השוטר）
- 2014年：《吾愛吾詩（希伯來語：הגננת (סרט, 2014)）》（הגננת）
- 2019年：（Synonyms）
- 2021年：《荒漠奧德賽（希伯來語：הברך）》（הדרך）
- 2025年：《是的（希伯來語：כן! (סרט)）》（כן）

## 外部連結
- 那達夫·拉匹在互联网电影资料库（IMDb）上的資料（英文）